# 阿拉恰姆

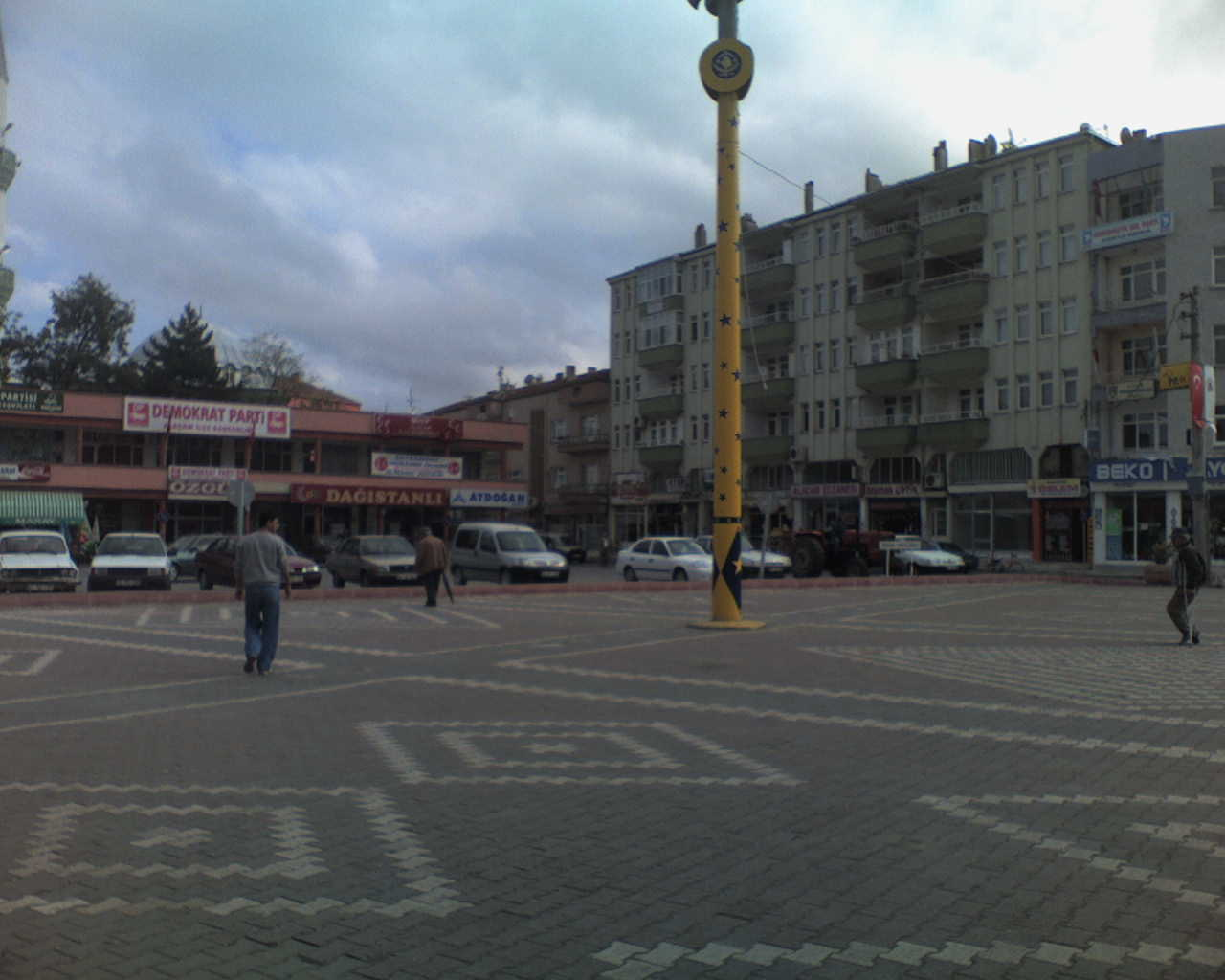

阿拉恰姆是土耳其的城鎮，由薩姆松省負責管轄，位於該國北部，距離首府薩姆松78公里，面積632平方公里，海拔高度15米，主要經濟活動是農業、漁業和畜牧業，2011年人口10,828。

## 外部連結
- Alaçam photos
- Alaçam Municipality （页面存档备份，存于）

41°36′36″N 35°35′42″E / 41.61000°N 35.59500°E